# Спата (Румунія)
Спата (рум. Spata) — село у повіті Тіміш в Румунії. Входить до складу комуни Бара.
Село розташоване на відстані 370 км на північний захід від Бухареста, 53 км на схід від Тімішоари.

## Населення
За даними перепису населення 2002 року у селі проживали 18 осіб, усі — румуни. Усі жителі села рідною мовою назвали румунську.